# Люберсак (кантон)
Люберса́к (фр. Lubersac) — кантон во Франции, находится в регионе Лимузен, департамент Коррез. Входит в состав округа Брив-ла-Гайярд.
Код INSEE кантона — 1915. Всего в кантон Люберсак входят 12 коммун, из них главной коммуной является Люберсак.

## Коммуны кантона
| Коммуна                | Население, чел. (2007) | Почтовый индекс | Код INSEE |
| ---------------------- | ---------------------- | --------------- | --------- |
| Арнак-Помпадур         | 1 264                  | 19230           | 19011     |
| Беней                  | 272                    | 19510           | 19022     |
| Бейснак                | 361                    | 19230           | 19025     |
| Бейссак                | 761                    | 19230           | 19024     |
| Люберсак               | 2 267                  | 19210           | 19121     |
| Монжибо                | 231                    | 19210           | 19144     |
| Сегюр-ле-Шато          | 228                    | 19230           | 19254     |
| Сен-Жюльен-ле-Вандомуа | 271                    | 19210           | 19216     |
| Сен-Мартен-Сепер       | 256                    | 19210           | 19223     |
| Сен-Парду-Корбье       | 349                    | 19210           | 19230     |
| Сен-Сорнен-Лавольп     | 928                    | 19230           | 19243     |
| Сент-Элуа-ле-Тюильри   | 119                    | 19210           | 19198     |

## Население
Население кантона на 2007 год составляло 7 307 человек.
| 1962  | 1968  | 1975  | 1982  | 1990  | 1999  | 2006  | 2007  |
| ----- | ----- | ----- | ----- | ----- | ----- | ----- | ----- |
| 8 359 | 8 906 | 8 449 | 8 186 | 7 706 | 7 328 | 7 358 | 7 307 |